# Seriphium
- Commons
- Wikispecies

Seriphium é um género botânico pertencente à família Asteraceae.

## Classificação do gênero
| Sistema | Classificação                      | Referência               |
| ------- | ---------------------------------- | ------------------------ |
| Linné   | Classe Syngenesia, ordem Monogamia | Species plantarum (1753) |